# Apiomerus longispinis
Apiomerus longispinis är en insektsart som beskrevs av Champion 1899. Apiomerus longispinis ingår i släktet Apiomerus och familjen rovskinnbaggar. Inga underarter finns listade i Catalogue of Life.